# Oxyopes bonneti
Oxyopes bonneti là một loài nhện trong họ Oxyopidae.
Loài này thuộc chi Oxyopes. Oxyopes bonneti được Roger de Lessert miêu tả năm 1933.